# Mark Jones (baloncestista de 1961)
Mark Anthony Jones (nacido el 10 de abril de 1961 en Rochester, Nueva York) es un exjugador de baloncesto estadounidense que jugó una temporada en la NBA y otra en la CBA. Con 1,85 metros de estatura, lo hacía en la posición de base.

## Trayectoria deportiva

### Universidad
Jugó durante cuatro temporadas con los Bonnies de la Universidad de St. Bonaventure, en las que promedió 15,2 puntos, 3,6 asistencias y 2,9 rebotes por partido. En 1982 fue incluido en el mejor quinteto de la Eastern Athletic Association y al año siguiente en el segundo de la renombrada Atlantic Ten Conference. Es el noveno mejor anotador de la historia de los Bonnies.

### Profesional
Fue elegido en la octogésimo segunda posición del Draft de la NBA de 1983 por New York Knicks, pero fue cortado poco antes del comienzo de la competición. Semanas después fichó por los New Jersey Nets, con los que únicamente disputó seis partidos en los que promedió 1,2 puntos.
Tras ser despedido fichó por los Albany Patroons de la CBA, dirigidos por Phil Jackson, donde promedió 10,8 puntos por partido, proclamándose campeones.

## Estadísticas de su carrera en la NBA

### Temporada regular
| Año     | Equipo     | PJ | PT | MPP | %TC  | %3P  | %TL  | RPP | APP | ROB | TPP | PPP |
| ------- | ---------- | -- | -- | --- | ---- | ---- | ---- | --- | --- | --- | --- | --- |
| 1983-84 | New Jersey | 6  | 0  | 2.7 | .500 | .000 | .500 | .3  | .8  | .0  | .0  | 1.2 |
| Total   | Total      | 6  | 0  | 2.7 | .500 | .000 | .500 | .3  | .8  | .0  | .0  | 1.2 |